# Carl Ocklind
Carl Ocklind (i riksdagen kallad Ocklind i Skellefteå), född 9 oktober 1825 i Östersunds församling, Jämtlands län, död 19 augusti 1905 i Skellefteå församling, Västerbottens län, var en svensk rektor och politiker.
Ocklind var ledamot av riksdagens andra kammare 1867–1869, invald i Västerbottens norra domsagas valkrets.